# Bloudan
Bloudan (tiếng Ả Rập: بلودان) là một ngôi làng Syria nằm cách Damascus 51 km về phía tây bắc, thuộc Tỉnh bang Dimashq; nó có độ cao khoảng 1500 mét. Trong cuộc điều tra dân số năm 2004 của Cục Thống kê Trung ương, nó có dân số 3.101. Phần lớn cư dân là Kitô hữu Chính thống Hy Lạp, và một thiểu số đáng kể là người Hồi giáo và Tin lành Sunni.
Bloudan nằm trên đỉnh một ngọn đồi nhìn ra đồng bằng Al-Zabadani và được bao quanh bởi rừng núi. Nhiệt độ vừa phải và độ ẩm thấp vào mùa hè thu hút nhiều du khách từ Damascus và khắp Syria; là một điểm đến du lịch lớn, nó được hàng ngàn người ghé thăm hàng năm, chủ yếu là người Ả Rập đến từ Lebanon và các quốc gia Ả Rập thuộc Vịnh Ba Tư. Vào mùa đông, Bloudan thường có tuyết và vẽ nhiều người trượt tuyết. Bloudan có nhiều nhà hàng và khách sạn, trong đó nổi tiếng nhất là Khách sạn Great Bloudan đã tổ chức Hội nghị Bloudan pan-Arab đầu tiên để thảo luận về vấn đề Palestine năm 1937. Bloudan cũng nổi tiếng với nhiều công viên và suối, như suối Abuzad, Qas'a và Hazir.

## Khí hậu
Bloudan có kiểu khí hậu Địa Trung Hải mùa hè tương đối mát mẻ [Csb] với trung bình năm trung bình dưới 11 độ C và lượng mưa hàng năm dồi dào [cả dưới dạng tuyết và mưa] trung bình 690   mm. Cao hơn khoảng 1000 mét so với trung tâm thành phố Damascus có nghĩa là Bloudan và các khu định cư khác trong vùng lân cận được tìm kiếm bởi những người muốn thoát khỏi khí hậu khô cằn và nóng bức của thành phố thủ đô. Mùa hè ở Bloudan dài, khô và mát mẻ trong khi mùa đông kéo dài ba tháng với mưa lớn và tuyết. 
| Dữ liệu khí hậu của {{{location}}} | Dữ liệu khí hậu của {{{location}}} | Dữ liệu khí hậu của {{{location}}} | Dữ liệu khí hậu của {{{location}}} | Dữ liệu khí hậu của {{{location}}} | Dữ liệu khí hậu của {{{location}}} | Dữ liệu khí hậu của {{{location}}} | Dữ liệu khí hậu của {{{location}}} | Dữ liệu khí hậu của {{{location}}} | Dữ liệu khí hậu của {{{location}}} | Dữ liệu khí hậu của {{{location}}} | Dữ liệu khí hậu của {{{location}}} | Dữ liệu khí hậu của {{{location}}} | Dữ liệu khí hậu của {{{location}}} |
| Tháng                              | 1                                  | 2                                  | 3                                  | 4                                  | 5                                  | 6                                  | 7                                  | 8                                  | 9                                  | 10                                 | 11                                 | 12                                 | Năm                                |
| ---------------------------------- | ---------------------------------- | ---------------------------------- | ---------------------------------- | ---------------------------------- | ---------------------------------- | ---------------------------------- | ---------------------------------- | ---------------------------------- | ---------------------------------- | ---------------------------------- | ---------------------------------- | ---------------------------------- | ---------------------------------- |
| [ cần dẫn nguồn ]                  |                                    |                                    |                                    |                                    |                                    |                                    |                                    |                                    |                                    |                                    |                                    |                                    |                                    |

## Từ nguyên
Tên hiện tại, Bloudan, có nguồn gốc từ tên Aramaic là Bil-dan, có nghĩa là nơi của vị thần Bil hoặc Ba'al. Bloudan cũng được gọi là vùng đất của hạnh nhân, bởi vì các khu rừng của nó bị chi phối bởi cây hạnh nhân.

## Lịch sử
Bloudan là một ngôi làng rất cổ xưa có lịch sử quay trở lại thời kỳ La Mã, thể hiện rõ qua những bức tranh và chạm khắc được tìm thấy ở miền nam Bloudan. Phần còn lại của một tu viện Chính thống Hy Lạp cổ đại và nhà thờ St. George cũng được tìm thấy ở vùng núi phía đông Bloudan. Thung lũng St. Elias lịch sử là một phần cổ xưa của ngôi làng, với những tòa nhà hàng trăm năm tuổi.
Bloudan hiện đại, được xây dựng bằng bê tông hoàn trả, phần lớn đã thay thế làng Chính thống giáo và Công giáo Hy Lạp được xây dựng vào thế kỷ 18 và 19 và tiếp tục phát triển cho đến ngày nay.